# Erto Pantoja
Erto Ricardo Pantoja Gutiérrez (Tomé, Biobío, 3 de julio de 1960) es un actor y político chileno. Fue concejal de la comuna de Maipú entre 2016 y 2021.

## Biografía
Nació en el barrio Bellavista, de la comuna de Tomé. Su padre, que murió en el año 1984, era obrero textil de la fábrica Bellavista Oveja Tomé. Realizó sus estudios en la Escuela Pública de Bellavista, en la Escuela Margarita Naseau y en el Liceo de Hombres de Tomé. A los 19 años emigró a Concepción a estudiar Ingeniería Química en la Universidad de Concepción, pero a los pocos meses abandonó y comenzó a estudiar la carrera de teatro en la Universidad Católica de Chile donde se egresó y ejerció como profesor de actuación y voz.
Es sobrino de la cantante Cecilia. Fue pareja de las actrices Coca Guazzini y Marcela Osorio. Está en pareja con la directora artística Julia Moreau, con quien tiene 3 hijos: Manuel (n. 2014), y los gemelos Raimundo y Vicente (n. 2019).

## Carrera artística
Licenciado de teatro en la Universidad Católica de Chile, donde también se ha desempeñado como profesor, ha trabajado en alrededor de 30 obras nacionales, entre las que destacan La vida es sueño, Víctor Jara, Tomás, La huida, Crimen y shampoo, Sushi y las obras internacionales Lejos de aquí y Beatrice Cenci.
Debutó en televisión en 1979 con la miniserie Sonata para violín y piano de Televisión Nacional. 
Entre 1997 y 2003 perteneció a la compañía de actores del director Vicente Sabatini, en plena época de oro de las teleseries de Televisión Nacional. Compartió escena con Claudia Di Girolamo, Alfredo Castro, Héctor Noguera, Delfina Guzmán, José Soza y Amparo Noguera. 

## Cine
| Año  | Título                                   | Papel              | Director             |
| ---- | ---------------------------------------- | ------------------ | -------------------- |
| 1999 | María Luisa en la niebla                 |                    |                      |
| 2000 | Campo minado                             | Manuel             | Alex Bowen           |
| 2001 | Un ladrón y su mujer                     | Gendarme           | Rodrigo Sepúlveda    |
| 2002 | Te vas a morir de pena cuando yo no esté |                    | Pepe Maldonado       |
| 2003 | El huésped                               |                    | Jorge Hidalgo        |
| 2003 | Buscando a la señorita Hyde              | Chavelo            | Pepe Maldonado       |
| 2004 | Diarios de motocicleta                   | Mecánico           | Walter Salles        |
| 2005 | Mi mejor enemigo                         | Osvaldo Ferrer     | Alex Bowen           |
| 2007 | Divine, la película                      | Detective          | Cristián Castro      |
| 2010 | 7 horas 3 días                           |                    | Pepe Maldonado       |
| 2013 | Sed                                      |                    | Juan Esteban Vega    |
| 2014 | Neruda                                   | Óscar Peluchonneau | Manuel Basoalto      |
| 2014 | El mago                                  |                    | Matías Pinochet      |
| 2014 | Tierra de sangre                         | Capitán Cardona    | James Katz Nun       |
| 2015 | El club                                  |                    | Pablo Larraín        |
| 2015 | El nombre                                |                    | Cristóbal Valderrama |
| 2016 | Tierra Yerma                             |                    | Miriam Heard         |
| 2017 | Una mujer fantástica                     | Sargento           | Sebastián Lelio      |
| 2019 | El hombre del futuro                     |                    | Felipe Ríos Fuentes  |
| 2019 | Perro bomba                              | Fiscal             | Juan Cáceres         |
| 2020 | Tengo miedo torero                       |                    | Rodrigo Sepúlveda    |

## Televisión
| Año  | Título                  | Papel                     | Cadena      | Ref. |
| ---- | ----------------------- | ------------------------- | ----------- | ---- |
| 1985 | Matrimonio de papel     | Angello Preti             | Canal 13    |      |
| 1997 | Tic tac                 | Terapeuta                 | TVN         |      |
| 1998 | Iorana                  | Petero Pakarati           | TVN         |      |
| 1999 | La Fiera                | Humberto Fonseca          | TVN         |      |
| 2000 | Romané                  | Ulises Jara               | TVN         |      |
| 2000 | Santo ladrón            | Hugo Tognazzo             | TVN         |      |
| 2001 | Pampa Ilusión           | Aparicio Meza             | TVN         |      |
| 2002 | El circo de las Montini | Igor ''Zooltan'' Palacios | TVN         |      |
| 2003 | Puertas adentro         | Álvaro ''Lito'' Figueroa  | TVN         |      |
| 2005 | Los treinta             | Omar Ratzenberg           | TVN         |      |
| 2005 | Gatas y tuercas         | Nelsón Chaparro           | Canal 13    |      |
| 2006 | Charly tango            | Galvarino Reyes           | Canal 13    |      |
| 2008 | Mala conducta           | José María Magallanes     | Chilevisión |      |
| 2009 | Corazón rebelde         | Peter O´Ryan              | Canal 13    |      |
| 2011 | Esperanza               | Anselmo Quispe            | TVN         |      |
| 2012 | Dama y obrero           | Ramón Molina              | TVN         |      |
| 2014 | Volver a amar           | Juvenal Pizarro           | TVN         |      |
| 2014 | Caleta del sol          | Emilio Viveros            | TVN         |      |
| 2016 | Veinteañero a los 40    | Willy Cubillos            | Canal 13    |      |

| Año  | Título                     | Papel                            | Cadena      | Notas                                           |
| ---- | -------------------------- | -------------------------------- | ----------- | ----------------------------------------------- |
| 1979 | Sonata para violín y piano |                                  | TVN         |                                                 |
| 1980 | Tres veces amor            |                                  | TVN         |                                                 |
| 1997 | Brigada Escorpión          | Pablo Moya                       | TVN         | Ep: "Muerte en departamento piloto"             |
| 2002 | La vida es una lotería     | Sandro                           | TVN         | Temporada 1, Ep: "Hermanas"                     |
| 2003 | La vida es una lotería     | Fabián                           | TVN         | Temporada 2, Ep: "Fabián: Un hombre de familia" |
| 2004 | La vida es una lotería     | Jaime                            | TVN         | Temporada 3, Ep: Atrapado con millones          |
| 2004 | De Neftalí a Pablo         | José Reyes                       | TVN         |                                                 |
| 2004 | Tiempo final               | Sergio Rojas                     | TVN         | Ep: "El Quirófano"                              |
| 2005 | El cuento del tío          | Miguel                           | TVN         | Ep: "El Mapa"                                   |
| 2007 | Héroes                     | José Miguel Neira                | Canal 13    | Ep: "Rodríguez, hijo de la rebeldía"            |
| 2007 | Amango                     | Papá de Paloma                   | Canal 13    |                                                 |
| 2007 | Casado con Hijos           | Eric                             | Mega        |                                                 |
| 2010 | Adiós al séptimo de línea  | Roberto Rodríguez                | Mega        |                                                 |
| 2010 | Teatro en CHV              |                                  | Chilevisión | Ep: "Este muertito no lo cargo yo"              |
| 2010 | Cartas de mujer            |                                  | Chilevisión | Ep: "Carta de Leontina"                         |
| 2012 | Amar y morir en Chile      | Agente Gómez                     | Chilevisión |                                                 |
| 2012 | Cobre                      | Paredes                          | Mega        |                                                 |
| 2013 | Malandras                  |                                  | VTR         |                                                 |
| 2013 | Los 80                     | Soto                             | Canal 13    | Temporada 6                                     |
| 2014 | La canción de tu vida      | Moscoso                          | TVN         | Ep: "Un año más"                                |
| 2014 | Los archivos del Cardenal  | Guillermo Reyes "El Rucio"       | TVN         | Temporada 2                                     |
| 2014 | Sudamerican Rockers        | Carlos                           | Chilevisión | Temporada 1                                     |
| 2015 | Sitiados                   | Gobernador Martín Óñez de Loyola | TVN / FOX   | Temporada 1                                     |
| 2016 | Bala loca                  | Oliverio Farías                  | Chilevisión |                                                 |
| 2017 | Irreversible               | Braulio Montes/Renato            | Canal 13    | 2 episodios                                     |
| 2018 | Santiago Paranormal        | Roberto                          | TVN         | Ep: "Ouija"                                     |
| 2018 | La cacería                 | Mayor Mendoza                    | Mega        |                                                 |
| 2021 | La jauría                  | Policía                          | Prime Video | 1 episodio                                      |
| 2023 | Cecilia, la incomparable   | Fernando Pantoja                 | TVN         |                                                 |

## Vídeos musicales
| Año  | Título           | Artista     | Dirección     |
| ---- | ---------------- | ----------- | ------------- |
| 2017 | Mienteme una vez | Los Vasquez | Sergio Quense |

## Historial electoral

### Elecciones municipales de 2016
- Elecciones municipales de 2016 para el concejo municipal de Maipú (Chile)[5]

(Se consideran los candidatos con más de 1500 votos)
| Candidato                  | Pacto                        | Partido | Votos | %    | Resultado |
| -------------------------- | ---------------------------- | ------- | ----- | ---- | --------- |
| Alejandro Almenares Müller | Chile Vamos                  | RN      | 7220  | 8.00 | Concejal  |
| Herman Silva Sanhueza      | Nueva Mayoría                | PDC     | 7119  | 7.89 | Concejal  |
| Horacio Saavedra Núñez     | Chile Vamos                  | UDI     | 3656  | 4.05 | Concejal  |
| Pedro Delgadillo Castillo  | Con la Fuerza del Futuro     | ILG     | 3193  | 3,54 | Concejal  |
| Ariel Ramos Stocker        | Nueva Mayoría                | PCCh    | 3126  | 3,46 | Concejal  |
| Erto Pantoja Gutiérrez     | Nueva Mayoría                | ILS     | 2462  | 2,73 | Concejal  |
| Marcela Silva Nieto        | Nueva Mayoría                | PS      | 2409  | 2,67 | Concejala |
| Gonzalo Ponce Bórquez      | Poder Ecologista y Ciudadano | PEV     | 2266  | 2,51 | Concejal  |
| Abraham Donoso Morales     | Nueva Mayoría                | PDC     | 2153  | 2,39 | Concejal  |
| Carlos Jara Garrido        | Con la Fuerza del Futuro     | ILG     | 1733  | 1,92 |           |
| Gabriela Chávez Rodríguez  | Nueva Mayoría                | PPD     | 1686  | 1,87 |           |
| Karen Garrido Neira        | Chile Vamos                  | RN      | 1578  | 1,75 | Concejala |

### Elecciones parlamentarias de 2021
- Elecciones parlamentarias de 2021, candidato a diputado por el distrito 8 (Cerrillos, Colina, Estación Central, Lampa, Maipú, Til Til, Pudahuel y Quilicura)[6]

| Candidato                   | Pacto                          | Partido | Votos  | %     | Resultados |
| --------------------------- | ------------------------------ | ------- | ------ | ----- | ---------- |
| Carmen Hertz Cádiz          | Apruebo Dignidad               | PCCh    | 48 806 | 10,38 | Diputada   |
| César Leiva Rubio           | Independiente (Fuera de Pacto) | Ind.    | 34 704 | 7,38  |            |
| Joaquín Lavín León          | Chile Podemos Más              | UDI     | 33 111 | 7,04  | Diputado   |
| Claudia Mix Jiménez         | Apruebo Dignidad               | COM     | 24 261 | 5,16  | Diputada   |
| Viviana Delgado Riquelme    | Partido Ecologista Verde       | PEV     | 20 036 | 4,26  | Diputada   |
| Agustín Romero Leiva        | Frente Social Cristiano        | PRCh    | 17 112 | 3,64  | Diputado   |
| Alberto Undurraga Vicuña    | Nuevo Pacto Social             | PDC     | 17 086 | 3,63  | Diputado   |
| Rocío Faúndez García        | Apruebo Dignidad               | RD      | 12 713 | 2,70  |            |
| Cristián Labbé Martínez     | Chile Podemos Más              | UDI     | 11 795 | 2,51  | Diputado   |
| Pablo Vidal Rojas           | Nuevo Pacto Social             | ILAH    | 10 711 | 2,28  |            |
| Rubén Oyarzo Figueroa       | Partido de la Gente            | PDG     | 6 943  | 1,48  | Diputado   |
| Camilo Morán Bahamondes     | Chile Podemos Más              | RN      | 6 719  | 1,43  |            |
| Jean Pierre Bonvallet Setti | Frente Social Cristiano        | PRCh    | 5 367  | 1,14  |            |
| Erto Pantoja Gutiérrez      | Nuevo Pacto Social             | ILAH    | 4 548  | 0,95  |            |
| Julio Salas Gutiérrez       | Apruebo Dignidad               | ILAR    | 4 478  | 0,97  |            |
| Roxana Miranda Meneses      | Unión Patriótica               | UPA     | 2 982  | 0,63  |            |

## Premios
- Premios Altazor: Nominado como mejor actor en cine (Mi mejor enemigo)